# 小原全
小原 全（おばら ぜん、1947年11月29日 - ）は、日本の指揮者。

## 略歴
1947年、玉川学園創立者小原國芳の長女小原百合子の長男として
東京で生まれる。
1965年からヴァイオリンを江藤俊哉に師事。1968年に桐朋学園大学音楽学部のオーケストラ研究生として入学。指揮を齋藤秀雄に師事。1972年ヨーロッパへ留学。ウィーン国立音楽大学でハンス・スワロフスキーに師事。セルジュ・チェリビダッケ、フランコ・フェラーラからも指導を受ける。その後、エコールノルマル音楽院にて、ピエール・デルヴォーに師事。1978年、キジアーナ音楽院でディプロマを取得し、イタリアを中心に活動を始める。1978年にヴィラ＝ロボス国際指揮者コンクールで3位、銀賞、シャルル・ミュンシュ賞を受賞。
国際交流基金から客員指揮者としてチリ国立大学芸術学科へ派遣され、チリ交響楽団と国内ツアーを行った。
これまでに、フェニーチェ劇場管弦楽団、カザフスタン交響楽団、クバーン交響楽団、クラスノダール・フィルハーモニー管弦楽団、リガ・フィルハーモニー、ウクライナ交響楽団、ウズベキスタン国立交響楽団、エアフルト・フィルハーモニー管弦楽団、ポツダム交響楽団、サンパウロ州立交響楽団、シモン・ボリバル交響楽団など海外のオーケストラを主に指揮している。

## 家族・親族
祖父は玉川学園創立者小原國芳。
従兄は学校法人玉川学園理事長、玉川学園学園長で、令和5年度まで玉川大学学長であった小原芳明。